# Karel Lomecký
Karel Lomecký fue un deportista checoslovaco que compitió en piragüismo en la modalidad de aguas tranquilas. Ganó una medalla de bronce en el Campeonato Mundial de Piragüismo de 1948 en la prueba de K4 1000 m.
Participó en los Juegos Olímpicos de Londres 1948, donde finalizó séptimo en la prueba K2 10 000 m.

## Palmarés internacional
| Campeonato Mundial | Campeonato Mundial    | Campeonato Mundial | Campeonato Mundial |
| Año                | Lugar                 | Medalla            | Evento             |
| ------------------ | --------------------- | ------------------ | ------------------ |
| 1948               | Londres (Reino Unido) | Medalla de bronce  | K4 1000 m          |